# Tomasz Strózik

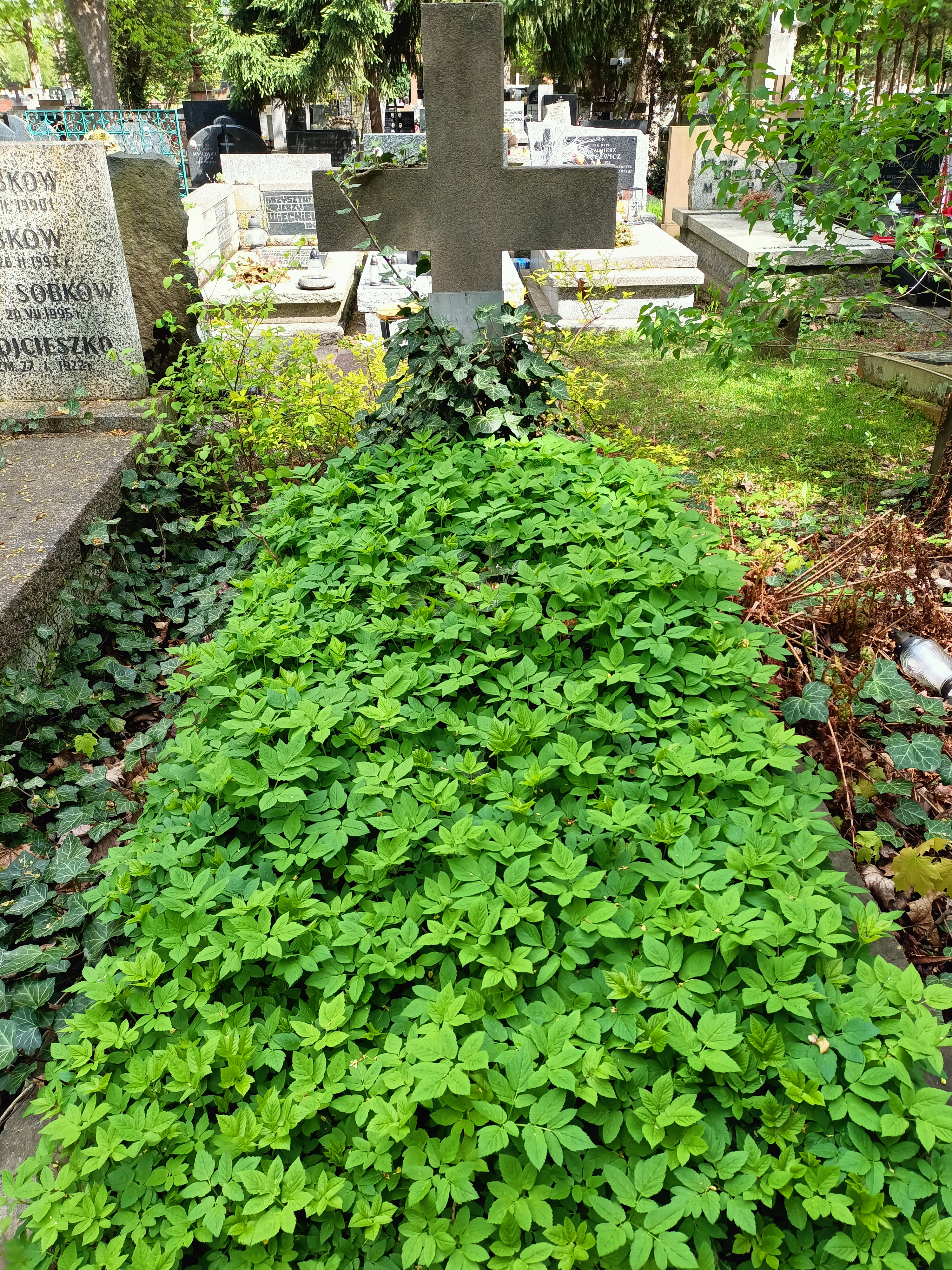
Grób Tomasza Strózika na cmentarzu wojskowym na Powązkach

Tomasz Strózik (ur. 10 września 1893 w Wrzępi, zm. 26 stycznia 1922 w Warszawie) – major piechoty Wojska Polskiego, działacz niepodległościowy, kawaler Orderu Virtuti Militari.

## Życiorys
Urodził się 10 września 1893 roku w Wrzępi, pow. Bochnia, w rodzinie Franciszka i Józefy z domu Pradel. Po ukończeniu gimnazjum w Bochni podjął studia prawnicze na Uniwersytecie Jagiellońskim . Był członkiem Związku Strzeleckiego. W 1914 roku wstąpił do Legionów Polskich. 29 września 1914 roku został mianowany chorążym, a 11 listopada 1915 roku - podporucznikiem. Walczył w szeregach 3, a następnie 6 pułku piechoty, m.in. w Karpatach i na Wołyniu. 18 lutego 1915 roku zachorował. Przebywał na leczeniu w Allgemeine Wiener Krankenhaus w Wiedniu. Pełnił funkcję komendanta plutonu w 10. kompanii 6 pułku piechoty . 
Jako porucznik byłego Polskiego Korpusu Posiłkowego reskryptem Rady Regencyjnej z 31 października 1918 roku został przydzielony do podległego jej Wojska Polskiego z zatwierdzeniem posiadanego stopnia. W 1919 roku został przeniesiony do Stanisławowa, gdzie otrzymał rangę kapitana. 15 lipca 1920 roku został zatwierdzony z dniem 1 kwietnia 1920 roku w stopniu majora, w piechocie, w grupie oficerów byłych Legionów Polskich. 1 czerwca 1921 roku pełnił służbę w 48 pułku piechoty Strzelców Kresowych. W dniach 3–5 października 1921 roku złożył egzamin wstępny (segregacyjny) na dwuletni Kurs Sztabu Generalnego 1921/23. W chwili powołania do złożenia egzaminu (15 lipca 1921 roku) pełnił służbę w batalionie zapasowym 48 pułku piechoty Strzelców Kresowych. 14 listopada 1921 roku został powołany do Szkoły Sztabu Generalnego w Warszawie, w charakterze słuchacza kursu normalnego 1921–1923. 
Zmarł w czwartek 26 stycznia 1922 roku w Szpitalu Ujazdowskim w Warszawie. Przyczyną zgonu był wrzód w uchu po „hiszpance”. W sobotę 28 stycznia 1922 roku został pochowany na cmentarzu Powązki Wojskowe w Warszawie (kwatera A14-6-7).
Od 1919 roku był mężem Adelajdy. Mieli córkę Zofię (ur. 1921).

## Ordery i odznaczenia
- Krzyż Srebrny Orderu Wojskowego Virtuti Militari nr 6320[14][15] – 17 maja 1922[16]
- Krzyż Niepodległości – pośmiertnie 6 czerwca 1931 „za pracę w dziele odzyskania niepodległości”[17]
- Krzyż Walecznych[1]
- Krzyż Pamiątkowy 6 pułku piechoty Legionów Polskich[18]
- Pierścień Oficerski 6 Pułku Piechoty Legionów Polskich[19]
- Medal Zasługi Wojskowej – 20 listopada 1916[20]